# Batman: Rise of Sin Tzu
Batman: Rise of Sin Tzu est un jeu vidéo de type beat them all développé et édité par Ubisoft Montréal en 2003 sur Game Boy Advance, GameCube, PlayStation 2, Xbox et Windows. Le jeu est basé sur la série animée de 1997 Batman. Les cinématiques du jeu ont été réalisées par Pascal Colpron.

## Histoire
Batman fait face à un nouvel ennemi qui plonge Gotham City dans le chaos. En dehors de Sin Tzu, d'autres ennemis de Batman sont présents dans le jeu dont : The Scarecrow, Clayface et Bane. Batman est aidé dans sa quête pour sauver la ville de Gotham par Robin, Batgirl et Nightwing.

## Système de jeu
Le joueur doit affronter un groupe d'ennemis en un temps limité. Le jeu peut être joué seul ou en mode coopératif. Beaucoup de bonus peuvent être achetés durant la partie, certains servent pour augmenter les capacités de combat du personnage.

## Accueil
- Jeuxvidéo.com : 10/20[2]

## Roman
Pour créer un impact publicitaire pour le jeu, un roman basé sur le jeu du même nom a été mis en vente aux États-Unis. Ce roman de Devin K. Grayson et Flint Dille est écrit à la première personne. La même histoire y est racontée par chacun des personnages du jeu selon son point de vue.